# Canton de Lanslebourg-Mont-Cenis
Le canton de Lanslebourg-Mont-Cenis est une ancienne division administrative française, située dans le département de la Savoie et la région Rhône-Alpes.
Il disparait en 2015 à la suite du redécoupage cantonal de 2014.

## Géographie
La canton de Lanslebourg-Mont-Cenis, correspond à la partie supérieure de la vallée de l'Arc, communément appelée Haute-Maurienne. Il débute en amont des gorges de l'Arc, surplombant les forts de l'Esseillon.
Le canton comprend les communes de Bramans, Sollières-Sardières, Termignon, Lanslebourg, Lanslevillard, Bessans, et enfin Bonneval-sur-Arc, il s'étire sur 40 km de long.
Le canton est délimité au nord par le massif de la Vanoise, au sud, par l'Italie, et communique avec le parc national italien du Grand Paradis sur sa frontière orientale.
La totalité du canton est incluse dans le parc national de la Vanoise et de son aire optimale d'adhésion. 
Canton de  grande dimension, il est la porte historique d'accès au Piémont via le col du Mont-Cenis.
Canton de grande superficie, malgré une population relativement faible de 2670 habitants permanent, il semble que le re découpage cantonal en cours d'instruction le rattache prochainement aux cantons de Modane et Saint-Michel-de-Maurienne, afin de garantir l’application du principe d'équilibre démographique.

## Composition
Le canton de Lanslebourg-Mont-Cenis regroupe les communes suivantes :
| Nom                    | Code Insee | Intercommunalité              | Superficie (km2) | Population (dernière pop. légale) | Densité (hab./km2) |
| ---------------------- | ---------- | ----------------------------- | ---------------- | --------------------------------- | ------------------ |
| Bessans                | 73040      | CC Haute Maurienne Vanoise    | 128,08           | 343 (2014)                        | 2,7                |
| Bonneval-sur-Arc       | 73047      | CC Haute Maurienne Vanoise    | 82,72            | 251 (2014)                        | 3                  |
| Bramans                | 73056      | CC de Haute Maurienne Vanoise | 92,26            | 432 (2014)                        | 4,7                |
| Lanslebourg-Mont-Cenis | 73143      | CC de Haute Maurienne Vanoise | 93,61            | 645 (2014)                        | 6,9                |
| Lanslevillard          | 73144      | CC de Haute Maurienne Vanoise | 39,84            | 469 (2014)                        | 12                 |
| Sollières-Sardières    | 73287      | CC de Haute Maurienne Vanoise | 33,31            | 188 (2014)                        | 5,6                |
| Termignon              | 73290      | CC de Haute Maurienne Vanoise | 149,03           | 402 (2014)                        | 2,7                |

## Représentation

### Conseillers généraux de 1861 à 2015
| Période                                  | Période                   | Identité                  | Étiquette          | Qualité |
| ---------------------------------------- | ------------------------- | ------------------------- | ------------------ | --- |
| 1861                                     | 1871                      | Cyrille Richard           | Droite             | -Avocat -Maire de Saint-Jean-de-Maurienne (1860-1862, 1865-1870 et 1874-1876)                               |
| 1871                                     | 1873 (démission)          | Lucien Molin              |                    | Avocat à Chambéry                                                                                           |
| 1873                                     | 1880                      | Cyrille Richard           | Droite             | -Avocat -Maire de Saint-Jean-de-Maurienne (1860-1862, 1865-1870 et 1874-1876)                               |
| 1880                                     | 1886                      | Alexandre Valloire        | Républicain        | Maître d'hôtel à Lanslebourg                                                                                |
| 1886                                     | 1890 (démission)          | Maurice Cimaz             | Droite             | Notaire à Lanslebourg (Termignon)                                                                           |
| 1890                                     | 1897                      | Alexandre Valloire        | Républicain        | Maître d'hôtel à Lanslebourg                                                                                |
| 1897                                     | 1917 (démission d'office) | Charles Jouart            | Républicain        | Avocat à Saint-Jean-de-Maurienne puis Sous-Préfet Député (1895-1902)                                        |
| 1917                                     | 1940                      | Cosme Gravier (1873-1946) | URD                | Notaire - Maire de Lanslebourg Nommé conseiller départemental en 1942                                       |
|                                          |                           |                           |                    | |
| 1945                                     | 1949                      | Joseph Richard            | Rad.-RGR           | Négociant à Chambéry, ancien conseiller d'arrondissement                                                    |
| 1949                                     | 1955                      | Emile Gravier             | RPF puis DVD       | Garagiste à Lanslebourg                                                                                     |
| 1955                                     | 1961                      | M. Colon                  | DVD                | |
| 1961                                     | 1973                      | Emile Gravier             | MRP puis Centriste | Garagiste à Lanslebourg                                                                                     |
| 1973                                     | 2004                      | René Girard               | UDR puis UDF       | Chef administratif à EDF Maire de Bramans (1966-2001)                                                       |
| 2004                                     | 2015                      | Rozenn Hars               | UMP                | Ancien maire de Termignon Vice-Présidente déléguée du Conseil Général Elue en 2015 dans le Canton de Modane |
| Les données manquantes sont à compléter. |                           |                           |                    | |

### Conseillers d'arrondissement (de 1861 à 1940)
| Période                                  | Période           | Identité                          | Étiquette                | Qualité |
| ---------------------------------------- | ----------------- | --------------------------------- | ------------------------ | --- |
| 1861                                     |                   | Jean-Pierre Richard (v.1823-1876) |                          | Docteur en médecine et chirurgien, maire de Termignon                                                       |
|                                          |                   |                                   |                          | |
| 1913                                     |                   | Jean-Baptiste Damé                | Républicain progressiste | Propriétaire à Lanslevillard                                                                                |
|                                          |                   |                                   |                          | |
|                                          | juin 1936 (décès) | Victorin Simon (1873-1936)        |                          | Maire de Bramans                                                                                            |
| Août 1936                                | 1940              | Joseph Richard                    | Rad.ind.                 | Négociant à Chambéry                                                                                        |
| 1940                                     |                   |                                   |                          | Les conseils d'arrondissement ont été suspendus par la loi du 12 octobre 1940 et n'ont jamais été réactivés |
| Les données manquantes sont à compléter. |                   |                                   |                          | |

## Démographie
| 1982  | 1990  | 1999  |
| ----- | ----- | ----- |
| 2 196 | 2 427 | 2 574 |